# Сердюченко, Георгий Петрович
Георгий Петрович Сердюченко (9 (22) апреля 1904 — 4 июля 1965) — советский лингвист, доктор филологических наук, член-корреспондент Академии педагогических наук РСФСР (1947).

## Биография
Родился в селе Кагальник (ныне в Азовском районе Ростовской области). Высшее образование Георгий Петрович получил в Донском педагогическом институте (Новочеркасск), который окончил в 1923 году. С 1924 года преподавал в ряде высших учебных заведений — Новочеркасском практическом институте народного образования, Ростовском государственном педагогическом институте, Северо-Кавказском государственном университете.
В 1931 году Сердюченко начал заниматься научно-исследовательской деятельностью, в основном кавказскими языками. Его труды посвящены вопросам теории и методики перевода, разработке алфавитов и орфографий. Особый вклад Г. П. Сердюченко внёс в изучение абазинского языка. В частности, им был составлен абазинский кириллический алфавит и правила орфографии. Как учёный-педагог Георгий Петрович занимался вопросами методики преподавания русского и родного языков в нерусских школах, являлся автором многочисленных учебников для школьников и методических пособий для учителей. В 1941—1947 годах заведовал кафедрой общего и русского языкознания Ростовского государственного университета. В 1948—1950 годах заведовал кафедрой кавказских языков филологического факультета МГУ.
В 1950 году стал старшим научным сотрудником Института народов Азии. В 1950-е годы занимался разработкой письменностей для национальных меньшинств Китая. Был советником по лингвистике в Центральном институте национальных меньшинств КНР. При его непосредственном участии был создан «смешанный алфавит» для 14 языков народов КНР. В 1958—1965 годах возглавлял отдел языков Института народов Азии.
В 1959 году основал книжную серию «Языки народов Азии и Африки», в рамках которой вышло более 100 изданий.

## Основные работы
- Абазинский алфавит и орфография на русской графической основе. Ежово-Черкесск, 1938;
- Очерки по вопросам перевода. Нальчик, 1948;
- Языкознание в Сталинскую эпоху // Иосифу Виссарионовичу Сталину Академия наук СССР. М., 1949 (в соавт. с И. И. Мещаниновым);
- Обучение грамоте в школах Западного Кавказа. М., 1955;
- Язык абазин. М., 1955;
- Русско-абазинский словарь. М., 1956;
- Китайская письменность и её реформа. М., 1959;
- Чжуанский язык. М., 1961;
- Русская транскрипция для языков зарубежного Востока. М., 1967.

## Литература

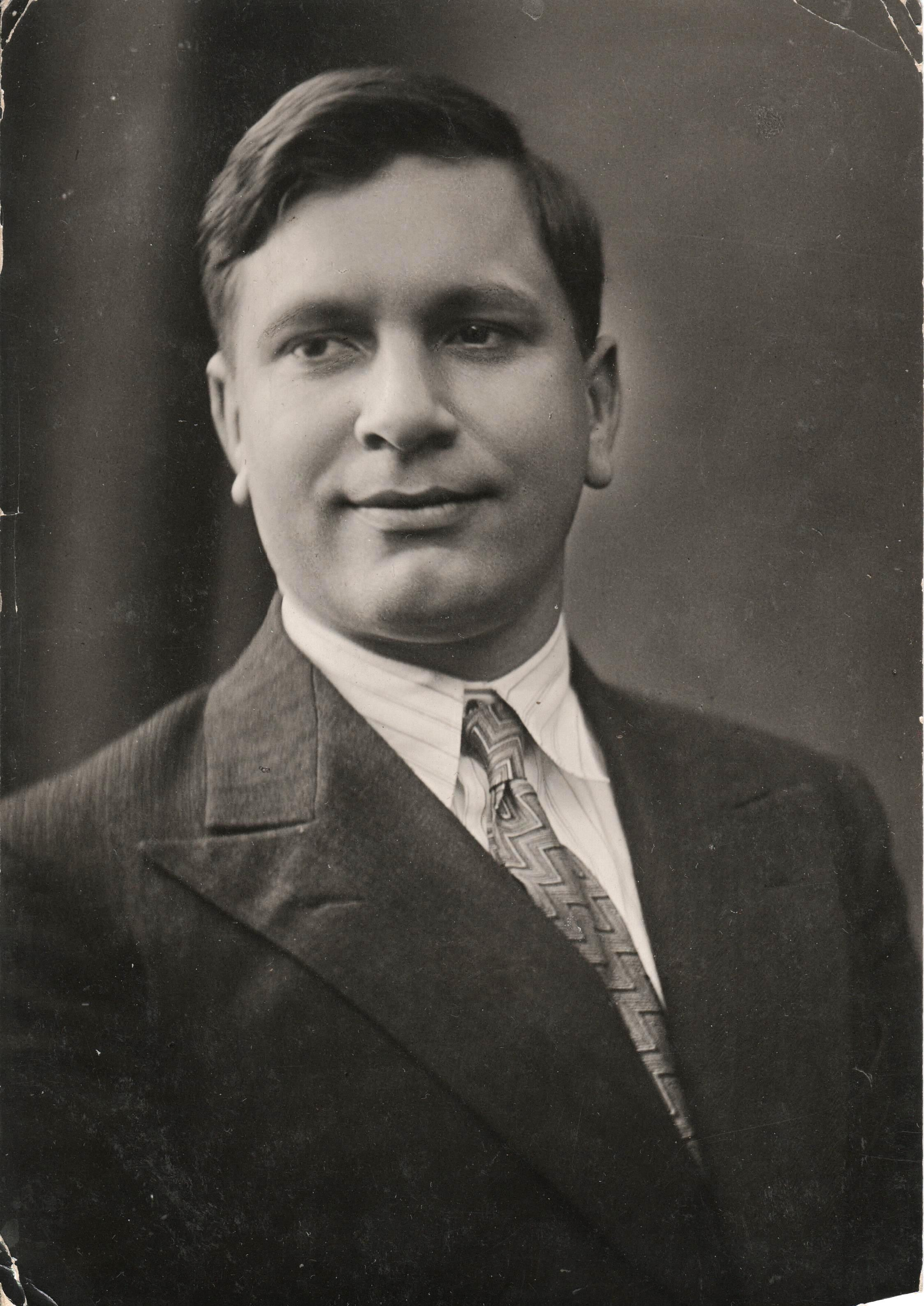